# André Joseph Jourdan
Pour les articles homonymes, voir Jourdan.
Le baron André Joseph Jourdan (né le 15 décembre 1757 à Aubagne et mort le 6 juillet 1831 à Marseille), est un haut fonctionnaire et homme politique français du XIXe siècle.

## Biographie
André Joseph Jourdan est le fils de François Joseph Jourdan et de Gabrielle Reynaud.
Avocat au parlement de Provence avant la Révolution, puis administrateur à Aubagne, André Joseph Jourdan se prononça contre la Révolution française, fut porté comme émigré, arrêté et déporté. Il ne recouvra sa liberté que le 9 thermidor.
Élu, le 24 vendémiaire an IV, député des Bouches-du-Rhône au Conseil des Cinq-Cents, par 193 voix sur 205 votants. Il combattit les lois proposées contre l'émigration et défendit la liberté de la presse et la liberté des cultes ; rapporteur de l'affaire des naufragés de Calais, il obtint qu'ils fussent non pas exécutés, mais seulement déportés.
Proscrit au 18 fructidor, il se réfugie en Espagne et ne rentre en France qu'après le 18 brumaire.
Bien que placé pendant quelque temps sous la surveillance de la haute police, à Orléans, il est nommé président de canton le 6 germinal an XI et adjoint au maire de Marseille le 16 thermidor an XIII.
Élu candidat au Sénat conservateur, il n'est pas appeler à y siéger, mais est promu, le 18 mai 1808, aux fonctions de préfet du département des Forêts, et créé baron de l'Empire le 11 juin 1810.
En 1814, Louis XVIII le nomme conseiller d'État et le mis à la tête de l'administration générale des affaires ecclésiastiques.
Sans emploi pendant les Cent-Jours, il reprend ses fonctions à la seconde Restauration, mais donne sa démission en 1816 après avoir rédigé et fait signer l'ordonnance qui remet entre les mains du Grand aumônier de France la direction des affaires du culte catholique.
Il reçoit le titre de conseiller d'État honoraire et est admis à la retraite comme directeur général des cultes, le 19 mai 1825.
Il est le grand-père d'Henri Sauvaire-Jourdan, bâtonnier de l'ordre des avocats de Marseille.

## Fonctions
- Administrateur à Aubagne (1789) ;
- Député des Bouches-du-Rhône au Conseil des Cinq-Cents (24 vendémiaire an IV - 18 fructidor an V) ;
- Président de canton (6 germinal an XI) ;
- Adjoint au maire de Marseille (16 thermidor an XIII) ;
- Conseiller général des Bouches-du-Rhône (1806-1809) ;
- Préfet du département des Forêts (18 mai 1808) ;
- Conseiller d'État (1814) ;
- Directeur général des Cultes (1814-1825).

## Titres
- Baron de l'Empire (lettres patentes du 11 juin 1810).

## Armoiries
« D'azur au chevron d'argent accompagné d'un soleil cantonné à dextre et en pointe d'un cerf passant d'argent, au comble d'or chargé de trois tourteaux de gueules ; au franc-quartier des barons-préfets., »